# 星系顏色-星等圖

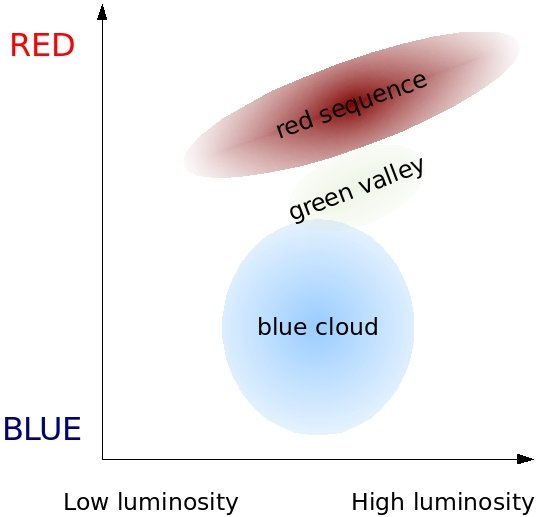
一個三個群體類比的星系顏色-星等圖：紅色序列、藍色的雲、和綠色的山谷。

星系顏色-星等圖顯示星系的絕對星等（測量的亮度）和質量之間的關聯性。Eric F. Bell等人在2003年初部描述了此關係圖的三個領域。從COMBO-17的調查澄清了在分析史隆數位巡天資料的紅色和藍色星系所示的雙峰，並且甚至呈現在佛科留斯1961年分析的星系型態。注意到此途中有三個主要特點：紅色序列、綠色山谷、和藍雲。紅色序列包括大多數紅色的星系，通常是橢圓星系。藍雲包括大多數的藍色星系，通常是螺旋星系。在這兩者之間是數量稀少的空間，稱為綠色山谷，其中包括大量的紅色螺旋星系。不同於類似的恆星赫羅圖，星系的屬性不完全取決於它們在顏色-星等關係圖上的位置。該圖還顯示了通過時間有相當大的演變。紅色序列在宇宙演化的早期，在顏色對應於星等比較穩定，藍雲的分較不均勻，但仍呈現序列的級數。

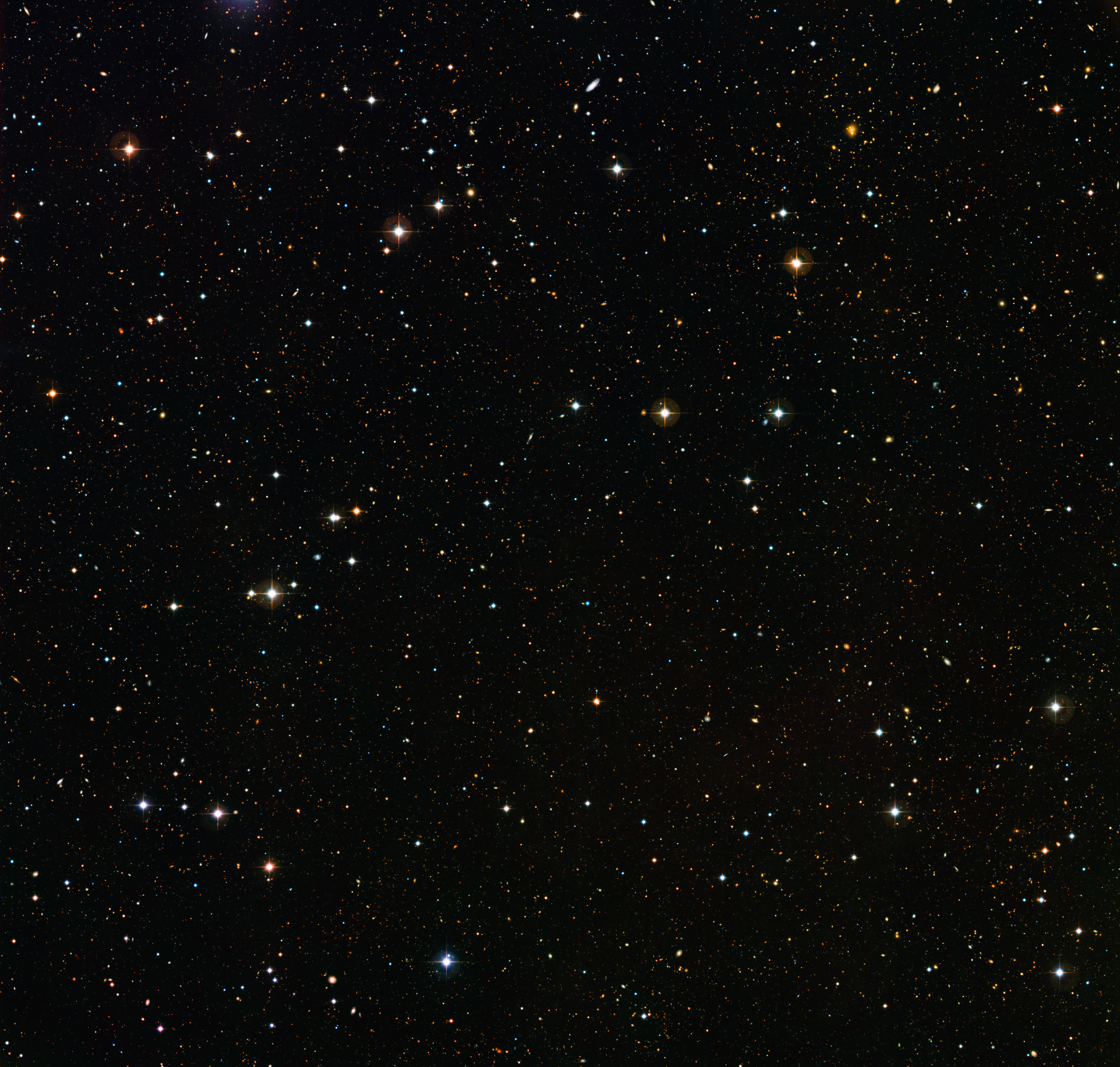
COMBO-17調查的五處星空區域之一。

新的研究顯示，綠色山谷實際上是種不同群的星系：一種是晚型星系，它們儲存氣體的場所早已枯竭了數十億年，因此恆星的行程受到抑制；另外一種是早型星系，無論是氣體的儲存和供應都很快在衰竭，可能是與其它星系合併和/或存在著活動星系核。
銀河系和仙女座星系因為氣體耗盡而使恆星形成緩慢，因而被假設為处于綠色山谷的星系。